# 海外領土・自治領の指導者一覧
海外領土・自治領の指導者一覧（せかいかくこくのしどうしゃいちらん）では、現在の海外領土・自治領、特別行政区の政府の長を一覧にしている。これらの海外領土は17世紀から20世紀に統治していた欧米列強の植民地帝国の名残りである。
本項では、ナヴァッサ島やハウランド島などの住民が無人である海外領土・自治領は扱わない。

## 海外領土・自治領

### 海外領土
| 国名                                                 | 役職                         | 名前                                 | 就任日         |
| ---------------------------------------------------- | ---------------------------- | ------------------------------------ | -------------- |
| アクロティリおよびデケリア                           | 国王                         | チャールズ3世                        | 2022年9月8日   |
| アクロティリおよびデケリア                           | 行政官                       | ピーター・スクワイアーズ             | 2016年8月1日   |
| アメリカ領ヴァージン諸島                             | アメリカ大統領               | ドナルド・トランプ                   | 2025年1月20日  |
| アメリカ領ヴァージン諸島                             | 知事                         | アルバート・ブライアン               | 2019年1月7日   |
| アメリカ領サモア                                     | アメリカ大統領               | ドナルド・トランプ                   | 2025年1月20日  |
| アメリカ領サモア                                     | 知事                         | レマヌ・ペレティ・マウガ             | 2021年1月3日   |
| アンギラ                                             | 国王                         | チャールズ3世                        | 2022年9月8日   |
| アンギラ                                             | 総督                         | ディリーニ・ダニエル＝セルバラトナム | 2021年1月18日  |
| アンギラ                                             | 首相                         | コラ・リチャードソン＝ホッジ         | 2025年2月27日  |
| アルバ                                               | 国王                         | ウィレム＝アレクサンダー             | 2013年4月30日  |
| アルバ                                               | 総督                         | アルフォンソ・ボックハウト           | 2021年1月18日  |
| アルバ                                               | 首相                         | マイク・エマン                       | 2025年3月28日  |
| イギリス領インド洋地域                               | 国王                         | チャールズ3世                        | 2022年9月8日   |
| イギリス領インド洋地域                               | 弁務官                       | ポール・チャンドラー                 | 2021年7月1日   |
| イギリス領ヴァージン諸島                             | 国王                         | チャールズ3世                        | 2022年9月8日   |
| イギリス領ヴァージン諸島                             | 総督                         | ジョン・ランキン                     | 2021年1月29日  |
| イギリス領ヴァージン諸島                             | 首相                         | ナタリオ・ウィートリー               | 2022年5月5日   |
| ウォリス・フツナ                                     | フランス大統領               | エマニュエル・マクロン               | 2017年5月14日  |
| ウォリス・フツナ                                     | 行政長官                     | エルベ・ジョナタン                   | 2020年11月25日 |
| ウォリス・フツナ                                     | 準県議会議長                 | ムニポエ・ムリアカアカ               | 2022年3月25日  |
| ガーンジー                                           | ノルマンディー公             | チャールズ3世                        | 2022年9月8日   |
| ガーンジー                                           | 副総督                       | リチャード・クリップウェル           | 2021年9月8日   |
| ガーンジー                                           | 代官                         | リチャード・マクマホン               | 2020年5月      |
| ガーンジー                                           | 政策資源委員会総裁           | ピーター・フェルブラシェ             | 2020年10月16日 |
| 北マリアナ諸島                                       | アメリカ大統領               | ドナルド・トランプ                   | 2025年1月20日  |
| 北マリアナ諸島                                       | 知事                         | デビッド・M・アパタン                | 2025年7月23日  |
| キュラソー                                           | 国王                         | ウィレム＝アレクサンダー             | 2013年4月30日  |
| キュラソー                                           | 総督                         | ルーシール・ジョージ＝ウート         | 2013年11月4日  |
| キュラソー                                           | 首相                         | ジウマール・ピサス                   | 2021年6月14日  |
| グアドループ                                         | フランス大統領               | エマニュエル・マクロン               | 2017年5月14日  |
| グアドループ                                         | 知事                         | グザヴィエ・ルフォール               | 2023年2月6日   |
| グアドループ                                         | 評議会議長                   | ガイ・ロスパー                       | 2021年7月1日   |
| グアム                                               | アメリカ大統領               | ドナルド・トランプ                   | 2025年1月20日  |
| グアム                                               | 知事                         | ルー・レオン・ゲレロ                 | 2019年1月7日   |
| クリスマス島                                         | 国王                         | チャールズ3世                        | 2022年9月8日   |
| クリスマス島                                         | 行政官                       | ファルザン・ザイン                   | 2023年5月26日  |
| クリスマス島                                         | シャイア議長                 | ゴードン・トンプソン                 | 2013年10月21日 |
| グリーンランド                                       | 国王                         | フレゼリク10世                       | 2024年1月14日  |
| グリーンランド                                       | 高等弁務官                   | ジュリー・プレスト・ヴィルチェ       | 2022年5月1日   |
| グリーンランド                                       | 自治政府首相                 | ムテ・エゲーデ                       | 2021年4月23日  |
| ケイマン諸島                                         | 国王                         | チャールズ3世                        | 2022年9月8日   |
| ケイマン諸島                                         | 総督                         | マーティン・ローパー                 | 2018年10月29日 |
| ケイマン諸島                                         | 首相                         | ジュリアナ・オコナー＝コノリー       | 2023年11月15日 |
| ココス諸島                                           | 国王                         | チャールズ3世                        | 2022年9月8日   |
| ココス諸島                                           | 行政官                       | ファルザン・ザイン                   | 2023年5月26日  |
| ココス諸島                                           | シャイア議長                 | アインディル・ミンコム               | 2019年10月31日 |
| サン・バルテルミー                                   | フランス大統領               | エマニュエル・マクロン               | 2017年5月14日  |
| サン・バルテルミー                                   | 知事                         | セルジュ・グーテイロン               | 2020年11月26日 |
| サン・バルテルミー                                   | 領土評議会議長               | グザヴィエ・レデー                   | 2022年4月3日   |
| サンピエール島・ミクロン島                           | フランス大統領               | エマニュエル・マクロン               | 2017年5月14日  |
| サンピエール島・ミクロン島                           | 知事                         | クリスチャン・プージェ               | 2021年1月23日  |
| サンピエール島・ミクロン島                           | 領土評議会議長               | バーナード・ブリアン                 | 2022年4月3日   |
| サン・マルタン                                       | フランス大統領               | エマニュエル・マクロン               | 2017年5月14日  |
| サン・マルタン                                       | 知事                         | ヴァンサン・ベルトン                 | 2022年3月28日  |
| サン・マルタン                                       | 準県議会議長                 | ルイス・マシントン                   | 2022年4月3日   |
| ジャージー                                           | ノルマンディー公             | チャールズ3世                        | 2022年9月8日   |
| ジャージー                                           | 副総督                       | ジェリー・キッド                     | 2022年10月8日  |
| ジャージー                                           | 代官                         | ティモシー・ル・コック               | 2019年10月17日 |
| ジャージー                                           | 首席大臣                     | クリスティーナ・ムーア               | 2022年7月12日  |
| ジブラルタル                                         | 国王                         | チャールズ3世                        | 2022年9月8日   |
| ジブラルタル                                         | 総督                         | デイヴィッド・スティール             | 2020年6月11日  |
| ジブラルタル                                         | 首相                         | ファビアン・ピカード                 | 2011年12月9日  |
| シント・マールテン                                   | 国王                         | ウィレム＝アレクサンダー             | 2013年4月30日  |
| シント・マールテン                                   | 総督                         | アジャム・バリー                     | 2022年10月10日 |
| シント・マールテン                                   | 首相                         | ルク・メルセリーナ                   | 2024年5月3日   |
| セントヘレナ・アセンションおよびトリスタンダクーニャ | 国王                         | チャールズ3世                        | 2022年9月8日   |
| セントヘレナ・アセンションおよびトリスタンダクーニャ | 総督                         | ナイジェル・フィリップス             | 2022年8月13日  |
| セントヘレナ・アセンションおよびトリスタンダクーニャ | アセンション島の行政官       | サイモン・ミンシュル                 | 2022年11月 2日 |
| セントヘレナ・アセンションおよびトリスタンダクーニャ | トリスタンダクーニャの行政官 | ロレーヌ・レペット（代行）           | 2023年3月22日  |
| タークス・カイコス諸島                               | 国王                         | チャールズ3世                        | 2022年9月8日   |
| タークス・カイコス諸島                               | 総督                         | ナイジェル・デーキン                 | 2019年7月15日  |
| タークス・カイコス諸島                               | 首相                         | ワシントン・ミシック                 | 2021年2月20日  |
| ニューカレドニア                                     | フランス大統領               | エマニュエル・マクロン               | 2017年5月14日  |
| ニューカレドニア                                     | 政府主席                     | アルシド・ポンガ                     | 2025年1月15日  |
| ニューカレドニア                                     | 高等弁務官                   | ルイ・ル・フラン                     | 2023年3月6日   |
| ノーフォーク島                                       | 国王                         | チャールズ3世                        | 2022年9月8日   |
| ノーフォーク島                                       | 総督（連邦総督）             | デイヴィッド・ハーレイ               | 2019年7月1日   |
| ノーフォーク島                                       | 行政官                       | ジョージ・プラント (George Plant)    | 2023年6月1日   |
| バミューダ                                           | 国王                         | チャールズ3世                        | 2022年9月8日   |
| バミューダ                                           | 総督                         | レナ・ラルジー                       | 2020年12月14日 |
| バミューダ                                           | 首相                         | デーヴィッド・バート                 | 2017年7月19日  |
| ピトケアン諸島                                       | 国王                         | チャールズ3世                        | 2022年9月8日   |
| ピトケアン諸島                                       | 総督                         | イオナ・トーマス                     | 2022年8月8日   |
| ピトケアン諸島                                       | 島司                         | サイモン・ヤング                     | 2023年1月1日   |
| フォークランド諸島                                   | 国王                         | チャールズ3世                        | 2022年9月8日   |
| フォークランド諸島                                   | 総督                         | アリソン・ブレイク                   | 2022年7月23日  |
| フォークランド諸島                                   | 行政長官                     | アンディ・キーリング                 | 2021年4月6日   |
| プエルトリコ                                         | アメリカ大統領               | ドナルド・トランプ                   | 2025年1月20日  |
| プエルトリコ                                         | 知事                         | ヘニフェル・ゴンサレス               | 2025年1月2日   |
| フェロー諸島                                         | 国王                         | フレゼリク10世                       | 2024年1月14日  |
| フェロー諸島                                         | 高等弁務官                   | レネ・モエル・ヨハンセン             | 2017年5月15日  |
| フェロー諸島                                         | 首相                         | アクセル・ヨハネセン                 | 2022年12月22日 |
| フランス領ギアナ                                     | フランス大統領               | エマニュエル・マクロン               | 2017年5月14日  |
| フランス領ギアナ                                     | 知事                         | ティエリー・ケフェレック             | 2020年11月25日 |
| フランス領ギアナ                                     | 地域圏議会議長               | ガブリエル・セルビル                 | 2021年7月2日   |
| フランス領ポリネシア                                 | フランス大統領               | エマニュエル・マクロン               | 2017年5月14日  |
| フランス領ポリネシア                                 | 自治大統領                   | モエタイ・ブロテルソン               | 2023年5月12日  |
| フランス領ポリネシア                                 | 高等弁務官                   | エリック・スピッツ                   | 2022年9月26日  |
| マヨット                                             | フランス大統領               | エマニュエル・マクロン               | 2017年5月14日  |
| マヨット                                             | 総評議会議長                 | ベン・イッサ・ウセニ                 | 2021年7月1日   |
| マヨット                                             | 知事                         | ティエリー・スーケ                   | 2021年7月12日  |
| マルティニーク                                       | フランス大統領               | エマニュエル・マクロン               | 2017年5月14日  |
| マルティニーク                                       | 知事                         | ジャン＝クリストフ・ブヴィエ         | 2022年8月23日  |
| マルティニーク                                       | 執行評議会議長               | セルジュ・レッチミー                 | 2021年7月2日   |
| マン島                                               | マン島領主                   | チャールズ3世                        | 2022年9月8日   |
| マン島                                               | 副総督                       | ジョン・ロリマー                     | 2021年9月29日  |
| マン島                                               | 首席大臣                     | アルフレッド・カナン                 | 2021年10月12日 |
| モントセラト                                         | 国王                         | チャールズ3世                        | 2022年9月8日   |
| モントセラト                                         | 総督                         | サラ・タッカー                       | 2022年4月6日   |
| モントセラト                                         | 首相                         | イーストン・テイラー＝ファレル       | 2019年11月19日 |
| レユニオン                                           | フランス大統領               | エマニュエル・マクロン               | 2017年5月14日  |
| レユニオン                                           | 知事                         | ジェローム・フィリッピーニ           | 2022年8月23日  |
| レユニオン                                           | 評議会議長                   | シリル・メルキオール                 | 2017年12月18日 |

### 自治領
| 国名               | 役職         | 名前                                                   | 就任日         |
| ------------------ | ------------ | ------------------------------------------------------ | -------------- |
| アゾレス諸島       | 共和国代表   | ペドロ・マヌエル・ドス・レイス・アルヴェス・カタリーノ | 2011年4月11日  |
| アゾレス諸島       | 自治政府主席 | ジョゼ・マヌエル・ボリエイロ                           | 2020年11月24日 |
| オーランド諸島     | 知事         | ピーター・リンドバック                                 | 1999年3月5日   |
| オーランド諸島     | 首相         | ヴェロニカ・トルンロース                               | 2019年11月25日 |
| スヴァールバル諸島 | 国王         | ハーラル5世                                            | 1991年1月17日  |
| スヴァールバル諸島 | 知事         | ラース・ファウス                                       | 2021年6月24日  |
| トケラウ           | 国王         | チャールズ3世                                          | 2022年9月8日   |
| トケラウ           | 行政官       | ドン・ヒギンズ                                         | 2022年6月1日   |
| トケラウ           | 首相         | ケリシアーノ・カロロ                                   | 2023年3月6日   |
| 香港               | 行政長官     | 李家超（ジョン・リー）                                 | 2022年7月1日   |
| マカオ             | 行政長官     | 岑浩輝                                                 | 2024年12月20日 |
| マデイラ諸島       | 共和国代表   | イレネウ・カブラル・バレット                           | 2011年4月11日  |
| マデイラ諸島       | 自治政府主席 | ミゲル・アルブケルケ                                   | 2015年4月20日  |